# Siccia
Siccia is een geslacht van vlinders van de familie spinneruilen (Erebidae).

## Soorten
- S. adiaphora Kiriakoff, 1958
- S. albisparsa Hampson, 1898
- S. altiguttata Hampson, 1909
- S. anserina Kühne, 2007
- S. arabica Wiltshire, 1983
- S. atriguttata Hampson, 1909
- S. baibarensis Matsumura, 1927
- S. bicolorata Romieux, 1937
- S. buettikeri Wiltshire, 1988
- S. butvillai Ivinskis & Saldaitis, 2008
- S. caffra Walker, 1854
- S. commota van Eecke, 1927
- S. conformis Hampson, 1914
- S. cretata Hampson, 1914
- S. chogoriae Kühne, 2007
- S. decolorata de Toulgoët, 1954
- S. discrepans Wileman & West, 1928
- S. dudai Ivinskis & Saldaitis, 2008
- S. duodecimpunctata Kiriakoff, 1958
- S. eberti Kühne, 2007
- S. elgona Kühne, 2007
- S. fasciata Rothschild, 1913
- S. flava van Eecke, 1927
- S. fukudai Inoue, 1965
- S. fulvocincta Hampson, 1900
- S. fumeola Hampson, 1914
- S. grossagranularis Kühne, 2007
- S. guttulosana Walker, 1863
- S. gypsia Hampson, 1914
- S. interspersa Lucas, 1890
- S. kuangtungensis Daniel, 1951
- S. margopuncta Kühne, 2007
- S. melanospila Hampson, 1911
- S. microsticta Hampson, 1914
- S. minima Hampson, 1900
- S. minuta Butler, 1881
- S. modesta Moore, 1878

- S. nigra van Eecke, 1927
- S. nigropunctana (Saalmüller, 1880)
- S. nilgirica Hampson, 1891
- S. obscura Leech, 1888
- S. orbiculata Kühne, 2007
- S. overlaeti Kühne, 2007
- S. pallens Hampson, 1918
- S. pallidata Kühne, 2007
- S. parvula Joannis joannis, 1928
- S. paucipuncta Hampson, 1918
- S. punctipennis (Wallengren, 1860)
- S. pustulata (Wallengren, 1860)
- S. pyralina Rothschild, 1913
- S. quilimania Strand, 1922
- S. rarita Kühne, 2007
- S. sagittifera Moore, 1888
- S. seriata Hampson, 1900
- S. sordida Butler, 1877
- S. stictica Hampson, 1914
- S. stigmatias Hampson, 1900
- S. subcinerea Moore, 1878
- S. taiwana Wileman, 1911
- S. taprobanis Walker, 1854
- S. taprobanoides van Eecke, 1927
- S. tenebrosa Moore, 1878
- S. tripuncta Wileman
- S. ursulae Kühne, 2007
- S. vnigra Hampson, 1900
- S. yvonneae Kühne, 2007